# Botkyrka
Botkyrka (em sueco: Botkyrka kommun;  ouça a pronúncia) é uma comuna da Suécia localizada no condado de Estocolmo. 
Sua capital é a cidade de Tumba. 
Possui 194 quilômetros quadrados e segundo censo de 2018, havia 93 106 habitantes.
Está situada na província histórica da Södermanland,entre as cidades de Estocolmo e Södertälje, e localizada na ilha de Södertörn, banhada a norte pelo lago Mälaren e oeste pelo Mar Báltico

É desde 2010 uma ”zona administrativa de língua finlandesa” (Förvaltningsområdet för finska), onde existem direitos linguísticos reforçados para a minoria étnica dos Fino-Suecos. 

## Comunicações
A comuna de Botkyrka é atravessada no sentido sudoeste-nordeste pelas estradas europeias E4 (Helsingborg-Estocolmo) e pela E20 (Gotemburgo-Estocolmo), assim como pela ferrovia Linha do Oeste, ligando Gotemburgo a Estocolmo.

## Crime
Quase metade da população vive nas chamadas "zonas vulneráveis",  um eufemismo usado pela polícia para descrever locais com uma maioria de migrantes onde as redes criminosas exercem uma pressão considerável sobre os outros residentes. Muitos das crianças em  Botkyrka, desproporcionadamente oriundas de meios imigrantes, têm dificuldades na escola e são presas fáceis dos bandos criminosos.